# Mancelle (race bovine)
Pour les articles homonymes, voir Mancelle (homonymie).
La mancelle est une race bovine française disparue.

## Origine
Cette race a duré approximativement le temps du XIXe siècle.

### Géographique
Elle doit son nom à sa région d'origine, Le Mans, préfecture de la Sarthe. Elle était élevée également en Mayenne et Maine-et-Loire. Elle participe directement à l’émergence de trois races françaises, la rouge des prés, la saosnoise et la bleue de Bazougers.

### Génétique
Ses origines sont mal connues, la littérature technique de la fin du XVIIIe siècle étant à son balbutiement. Selon Philippe J. Dubois, elle serait issue du métissage de populations locales, augeronne, parthenaise, cotentine ou bretonne avec des animaux importés de Hollande (hollandaise, future frisonne) et de Suisse (fribourgeoise). Au départ, le métissage n'est pas homogène : il crée la mancelle occidentale, mâtinée de bretonne et élevée jusqu'en Ille-et-Vilaine. À peine formée, elle subit, dès 1839, l'influence de taureaux anglais de race durham, créant alors la durham-mancelle, ancêtre directe de la race actuelle rouge des prés. Sous ces croisements, les effectifs déclinent et l'aire de répartition se rétracte. À partir de 1894, un sénateur sarthois tente de la sauver. Un plan de sélection est mis en place pour en faire une « mancelle améliorée ». Sans succès, elle n'est plus comptabilisée dès 1920 et les derniers individus disparaissent avant la seconde Guerre mondiale.

## Morphologie
C'est une race de grande taille, lourde, aux pattes solides et à la ligne du dos rectiligne. Elle porte une robe rouge plus ou moins sombre, avec la tête, le ventre et l'intérieur des pattes blancs et quelques taches blanches de taille réduite. Des « lunettes » rouges marquent les yeux autour d'une auréole jaune. Les cornes sont assez longues, en croissant relevées. L'attache de la queue est un peu haute. Les dernières photos de mancelle améliorée montrent des animaux mieux conformés avec une morphologie bien marquée de race à viande.

## Aptitudes
C'est une race spécialisée bouchère avant l'heure, étant médiocre laitière et pour le travail. Elle était élevée dans sa région où les cultures rendent mal et a profité de la relative proximité de Paris pour permettre d'y écouler les animaux de bouche.
Race de transition, elle a permis d'homogénéiser le bétail local du début du XIXe siècle, permettant l’émergence de races performantes. La rouge des prés est directement issue de la durham-mancelle. La saosnoise provient de métissage de mancelle, de durham et de percheronne, également participante à la création de la race normande plus au nord. Ce métissage a donné les « bétail de Mamers », puis la saosnoise. La bleue de Bazougers, disparue en 2015, est très voisine de la saosnoise, devant sa robe pie bleue à l'influence de fribourgeoise pie noir.